# پوند ایرلند
پوند ایرلند (به انگلیسی: Irish pound) (به زبان بومی: Punt Éireannach) با کد ایزوی IEP، یکای پول رایج در کشور ایرلند است. مسئولیت کنترل این یکای پول برعهدهٔ بانک مرکزی ایرلند قرار دارد.